# Aequidens gerciliae
Aequidens gerciliae é uma espécie de peixe pertencente ao gênero Aequidens. É endêmica ao Brasil, sendo conhecida do alto rio Aripuanã, no Mato Grosso, embora existam registros duvidosos da espécie no baixo rio Aripuanã.